# Saint-Étienne-de-Tinée
Saint-Étienne-de-Tinée é uma comuna francesa na região administrativa da Provença-Alpes-Costa Azul, no departamento Alpes Marítimos. Estende-se por uma área de 173,81 km², com  (Stéphanois) 1323 habitantes, segundo os censos de 2006, com uma densidade de 7.6 hab/km².